# Markerwaard

historická mapa projektu Zuiderzeewerken s vyznačeným polderem Markerwaard

Markerwaard je název nerealizovaného polderu v Nizozemsku, který byl zahrnut do projektu Zuiderzeewerken. Měl být lokalizován v jihozápadní části dřívějšího mořského zálivu Zuiderzee a měl se rozprostírat přes téměř celou plochu současného jezera Markermeer.
Rozloha polderu by dosahovala hodnoty 410 km². Jeho výstavba byla částečně realizována hrází Houtribdijk (dokončena 1976), která od jezera IJsselmeer oddělila prostor pro budoucí polder. K odvodnění nově vzniklého jezera Markermeer však již nedošlo. Od zbudování polderu bylo upuštěno z důvodu vysoké finanční náročnosti a změně priorit nizozemské vlády. Po zbytek 20. století se vedly diskuze o možném dokončení polderu, avšak v roce 2003 bylo definitivně rozhodnuto polder nezbudovat.

## Současnost

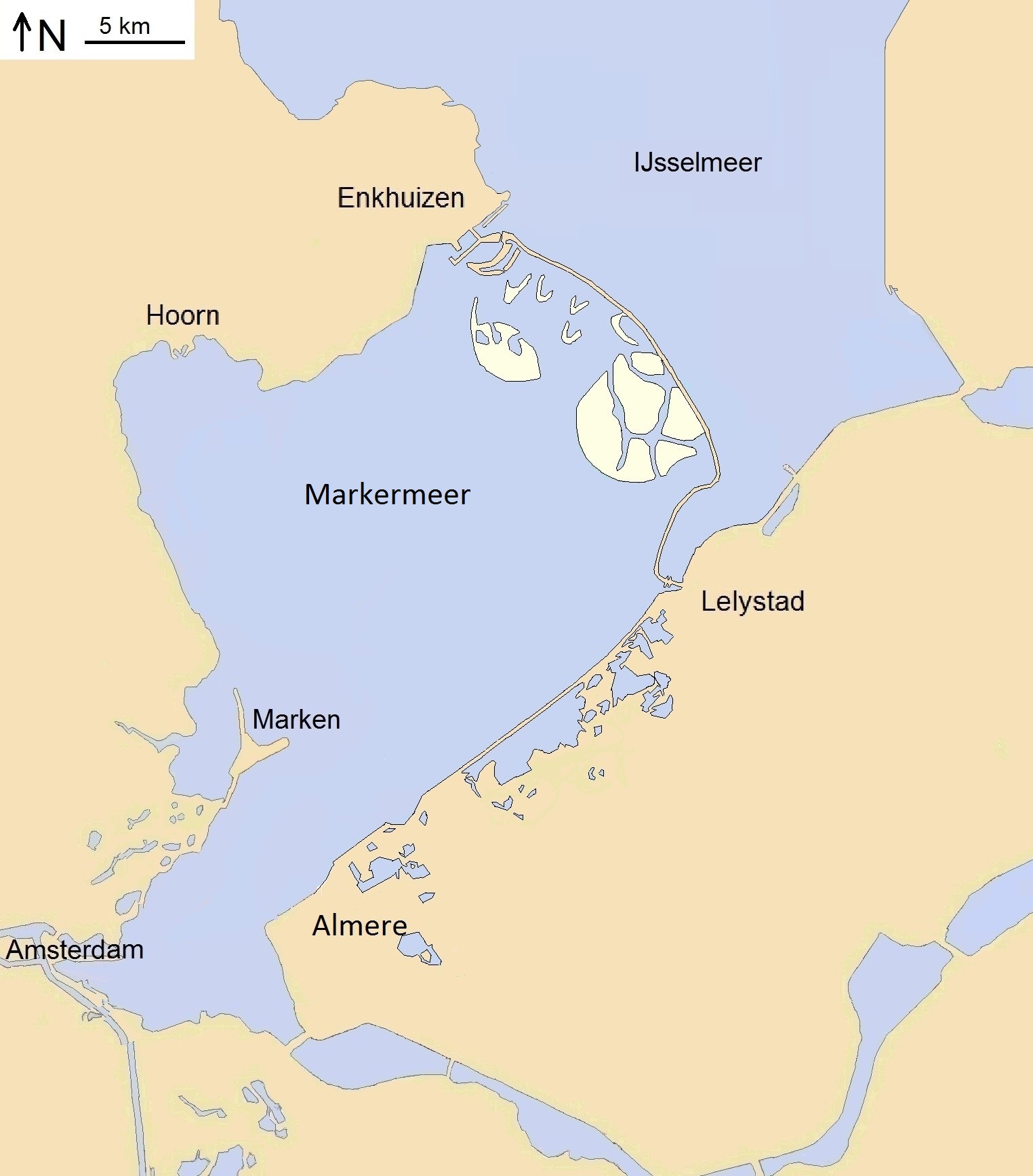
Marker Wadden

V roce 2016 byl spuštěn projekt Marker Wadden, který sestává z realizace skupiny umělých ostrovů ve východní části původně zamýšleného polderu v blízkosti hráze Houtribdijk. Důvodem výstavby ostrovů je zvýšení ekologické hodnoty území. Ostrovy nebudou zastavěny či zemědělsky využívány – mají vytvořit biotop podobný wattovému pobřeží (ale bez slapových jevů, protože Markermeeer není spojené s otevřeným mořem). V roce 2018 zde byl vyhlášen národní park Nieuw Land zahrnující i část polderu Zuidelijk Flevoland.